# Màquina autoreproductora
Una màquina autoreproductora (en anglès, self-replicating machine) és una construcció artificial que és teòricament capaç de fabricar, de manera autònoma, una còpia de si mateixa amb primeres matèries preses de l'ambient que l'envolta. El concepte de màquines autoreproductores ha estat proposat i examinat per Homer Jacobsen, Edward F. Moore, Freeman Dyson, John von Neumann i en temps més recents per K. Eric Drexler en el seu llibre sobre nanotecnologia,  Motors de la Creació  i per Robert Freitas i Ralph Merkle en el seu article  Kinematic Self-Replicating Machines  (en català: màquines cinemàtiques autoreproductores) que va proporcionar la primera anàlisi completa de tot l'espai de disseny de reproductors. El desenvolupament futur de tal tecnologia ha estat posada com a protagonista i part integral de diversos plans que involucren l'minat
 de llunes i anells asteroides per minerals i altres materials, la creació de fàbriques lunars i fins i tot la construcció de satèl·lits d'energia solar en l'espai. La possiblement mal anomenada sonda de von Neumann és un exemple teòric de tal màquina. Von Neumann també va treballar en el que ell anomenava constructor universal, una màquina autoreproductora que operaria en un ambient cel·lular autòmat.
Una màquina autoreproductora és, com el nom ho suggereix, un sistema autoreproductor artificial que està basat en automatització i tecnologia de gran escala convencional. Certs termes idiosincràtics són trobats ocasionalment en la literatura. Per exemple, el terme "reproductor sorollós" va ser usat una vegada per Drexler per distingir els sistemes reproductors de macroescala dels nanorobots microscòpics o " assembladors " que la nanotecnologia poden fer possible, però el terme és informal i és rarament usat per altres en les discussions populars o tècniques. Els replicadors també han estat anomenats " màquines von Neumann " per l'autor John von Neumann, qui va ser el primer a estudiar rigorosament la idea. Però aquest terme ("màquina de von Neumann ") és menys específic i també es refereix a una arquitectura computacional completament diferent proposada per von Neumann, així que el seu ús és desaconsellat quan la precisió és important. El mateix von Neumann va usar el terme constructor universal per descriure tals màquines autorreplicantes.
Els historiadors de les màquines eines, fins i tot abans de l'era del control numèric, algunes vegades parlaven figurativament de les màquines eines com una classe de màquines que és única causa de la seva habilitat de " reproduir a si mateixes ", pel que ells volien dir l'habilitat de fer còpies de totes les seves parts. No obstant això, implícit en aquestes discussions hi ha el fet que un ésser humà estaria controlant els processos de tall (o, posteriorment, almenys de la planificació i la programació d'elles) i després l'acoblament d'aquestes parts. El mateix és veritat sobre els RepRaps, que són una altra classe de màquines de vegades esmentades en referència a la "auto-reproducció" no autònoma. En contrast, les màquines que són  veritablement  autoreproductora en forma autònoma són el principal focus de discussió en aquest article.

## Concepte bàsic
Una màquina autoreproductora necessitaria tenir la capacitat d'obtenir energia i primera matèria, processar i transformar-la en components finals, i després acoblar en una còpia de si mateixa. A més, per a una autoreproducció completa, deu, partint des de zero, produir la seva totalitat des de la més petita, com ara, rodaments, connectors i tots els components necessaris no important el delicat o complex. És poc probable que tot això pogués ser contingut en una sola estructura única, però seria possible per a un grup de màquines cooperant entre si o d'una fàbrica autòmat que sigui capaç de fabricar totes les màquines que la comprenen.
La fàbrica podria produir robots miners per extreure o recol·lectar primera matèria, robots constructors per acoblar noves màquines, i robots de reparació per fer la manutenció dels seus propis components per enfrontar el deteriorament i desgast natural del seu funcionament, tot això sense intervenció o direcció d'éssers humans. L'avantatge d'aquest sistema rau en la seva habilitat per expandir la seva pròpia capacitat ràpidament i sense esforç humà addicional. En essència, la inversió inicial requerida per construir el primer dispositiu autoreproductor tindria una recuperació infinita gran sense cap cost addicional de mà d'obra.
Aquestes màquines no violen cap llei física, i les tecnologies bàsiques necessàries per a alguns dels dissenys i propostes més detallats ja existeixen.

## Història del concepte
El concepte de màquines artificials capaces de produir còpies de si mateixes es remunta cap a centenars d'anys. Una de les primeres referències és una anècdota respecte al filòsof René Descartes, qui li va suggerir a la reina Cristina de Suècia que el cos humà podria ser considerat una màquina, ella li va respondre apuntant a un rellotge i li ordenar " vegi que produeixi fills ". Diverses altres versions d'aquesta anecdòtica resposta existeixen. Samuel Butler va proposar en la seva novel·la  Erewhon  de l'any 1872, que les màquines ja eren capaces de reproduir-se a si mateixes però l'home era el feia això, i afegia que les  " màquines que reproduïen maquinària no reproduïen màquines de la seva pròpia classe" .
En 1802 William Paley va formular el primer argument teleològic conegut presentant màquines produint a altres màquines, suggerint que l'argument de qui originalment va construir el primer rellotge no tenia validesa si es podia demostrar que el rellotge era capaç de fabricar una còpia de si mateix. l'estudi científic de màquines autorreplicantes va ser anticipat per John Bernal tan aviat com l'any 1929 i per matemàtics com ara Stephen Kleene qui va començar a desenvolupar la teoria de la recursió en la dècada dels anys 1930. Molt del seu treball final va ser motivat per l'interès en els algoritmes i processament de la informació més que en la implementació física d'aquest sistema.

### Model cinemàtic de von Neumann
Una proposta conceptual detallada per a un sistema autoreproductor físic no - biològic va ser proposat per primera vegada pel matemàtic John von Neumann en unes xerrades realitzades entre 1948 i 1949, quan ell va proposar un model d'un autòmat autoreproductor cinemàtic com un experiment mental. El concepte d'una màquina autoreproductora física de Von Neumann només va ser tractat en forma abstracta, amb una màquina hipotètica usant un "mar" o emmagatzematge de recanvis com la seva font de matèria primera. La màquina tenia un programa emmagatzemat en una cinta de memòria que la dirigia a recobrar les parts des d'aquest " mar" usant un manipulador, ensamblant-les a continuació en un duplicat d'ella mateixa, per a després copiar els continguts de la seva cinta de memòria a la de la màquina recentment duplicada. La màquina va ser ideada com composta per tan poc com vuit tipus diferents de components, quatre elements lògics que enviaven i rebien estímuls i quatre elements mecànics usats per a proporcionar un esquelet estructural i mobilitat. Mentre qualitativament enginyós, von Neumann estava evidentment insatisfet amb aquest model de màquina autorreplicant a causa de les dificultats d'analitzar amb rigor matemàtic. Ell va prosseguir a desenvolupar un model autorreplicant fins i tot més abstracte basat en un autòmat cel·lular. El seu concepte cinemàtic original va romandre poc conegut fins que va ser popularitzat en un número de  Scientific American ' 'de l'any 1955.

### Plantes vivents artificials de Moore
El 1956 el matemàtic Edward F. Moore va proposar el primer suggeriment pràctica coneguda d'una màquina autorreplicant real, també publicada a la  Scientific American . Les "plantes vivents artificials" de Moore van ser proposades com màquines capaces d'usar aire, aigua i sòl com a primera matèria i obtenir la seva energia de la llum solar per mitjà d'una bateria solar o motor de vapor. Ell va seleccionar la costa com l'hàbitat inicial per a aquestes màquines, donant-los un fàcil accés als químics de l'aigua salada, i va suggerir que generacions posteriors de la màquina podrien ser dissenyades per surar lliurement sobre la superfície de l'oceà com una barcassa factories autorreplicantes o podrien ser col·locades en un terreny erm desert que no tingués utilitat per a propòsits industrials. Els autorreplicantes serien " collits " per les seves parts components per a ser usats per la humanitat en altres màquines no autorreplicantes.

### Sistemes replicants de Dyson
El següent major desenvolupament del concepte de màquines autorreplicants va ser una sèrie d'experiments proposats per físic Freeman Dyson en la seva xerrada Vanuxem de 1970. Ell va proposar tres aplicacions a gran escala de màquines autorreplicants. La primera era enviar un sistema autorreplicant a la lluna Encélado de Saturn, que a més de produir còpies de si mateixa estaria programada per fabricar i llençar naus espacials de càrrega propulsades per una vela solar. Aquestes naus espacials transportarien blocs de gel de Encélado a Mart, on ells serien usats per terraformar el planeta. La seva segona proposta va ser un sistema de fàbriques alimentades per energia solar dissenyades per a un ambient terrestre desèrtic, i la tercera era un " kit de desenvolupament industrial" basat en aquest replicador que podria ser venut a països en desenvolupament per proporcionar a aquests una capacitat industrial del tipus que desitgessin. Quan Dyson va revisar i va reimprimir la seva xerrada de 1979 ell va agregar propostes per a una versió modificada de les plantes vivents marines artificials que estava dissenyada per destil·lar i emmagatzemar aigua dolça per a ús humà i per al " Astrochicken ".

### Automatització avançada per a missions espacials
El 1980, inspirat per un " Taller de Noves Direccions " de 1980 dut a terme en Wood s Hole, la NASA va conduir un estudi d'estiu conjunt amb la American Society for Engineering Education, renti titulat  Automatització Avançada per Missions Espacials  per produir una proposta detallada de fàbriques autorreplicantes que desenvoluparien els recursos de la Lluna sense el requeriment de llançaments addicionals o de treballadors humans en terreny. L'estudi va ser conduït a la Santa Clara University i es va desenvolupar entre el 23 de juny i el 29 d'agost, amb l'informe final publicat el 1982. el sistema proposat hauria de ser capaç d'incrementar exponencialment la capacitat productiva i el disseny podria ser modificat per construir sondes autorreplicantes per explorar la galàxia.
El disseny de referència incloïa petits carros elèctrics controlats per computadora desplaçant-se en rails a l'interior de la fàbrica, " màquines pavimentadores " mòbils que usaven grans miralls parabòlics per enfocar la llum del sol al regolit lunar per fondre i sinterizarlo en una superfície dura capaç de ser usada com a base per a construir -hi, i carregadors frontals robòtics per mineria a cel obert. El regolito lunar en brut seria refinat per una varietat de tècniques, principalment lixiviació amb àcid fluorhídric. Grans transports amb una varietat de braços manipuladors i eines van ser proposats amb els constructors que s'ajuntarien tot en noves fàbriques de parts i peces produïts pel seu "pare".
L'energia seria proporcionada per una " coberta" de cel·les solars recolzades en pilars. L'altra maquinària seria col·locada sota aquesta coberta.
Un " robot de fosa " faria servir eines d'esculpir i plantilles per a fabricar motlles de guix. El guix va ser seleccionat pel fet que els motlles són fàcils de fabricar, es poden fer parts de precisió amb bons acabats, el guix pot ser fàcilment reciclat després de ser usat en un forn, escalfant i traient l'aigua. El robot buidaria en motlles la major part de les peces ja sigui de roca fosa no conductiva (basalt) o de metalls refinats. Un sistema de tallat i soldat amb un làser de diòxid de carboni també estava inclòs.
Un fabricant de microxip més especulatiu, més complex va ser especificat per produir el computador i els sistemes electrònics, però els dissenyadors també van dir que seria més pràctic enviar des de la Terra com si fossin " vitamines".
Un estudi de 2004 recolzat per l'Institut de Conceptes Avançats de la NASA va portar aquesta idea més enllà. Alguns experts estan començant a considerar les màquines autorreplicantes per al minat d'asteroides.
La major part dels estudis de disseny estaven interessats amb un sistema químic simple, flexible per al processament dels minerals i les diferències entre la proporció d'elements necessaris per al replicador, i la proporció disponible al regolit lunar. L'element que més limita la taxa de creixement era el clor, necessari per processar el regolit per obtenir alumini. El clor és molt rar en el regolit lunar.

### ReplicadorsAuxonde Lackner - Wendt
El 1995, inspirat pels suggeriments de Dyson de 1970, de sembrar els deserts deshabitats de la Terra amb màquines autorreplicantes per al desenvolupament industrial, Klaus Lackner i Christopher Wendt desenvolupar un esbós més detallat per a aquest sistema. Ells van proposar una colònia de robots mòbils cooperadors d'una mida d'entre 10-30 cm funcionant sobre rails de ceràmica electrificats voltant d'equip de fabricació estacionari i camps de cel·les solars. La seva proposta no incloïa una completa anàlisi dels requeriments de material del sistema, però descrivien un enginyós mètode per extreure els deu elements químics més comuns trobats en la capa superior del sòl desèrtic (Na, Fe, Mg, Si, Ca, Ti, Al, C, O ₂ i H ₂) utilitzant processos carbotérmicos d'alta temperatura. Aquesta proposta va ser popularitzada a la revista Discover, caracteritzant un equip de dessalinització alimentat per energia solar usat per irrigar el desert en què el sistema estava basat. Ells van cridar a les seves màquines " Auxons ", del vocable grega  auxein  que significa " conrear ".

## Treballs recents

### Prototipats ràpids autorreplicants
Els primers experiments amb el prototipat ràpid en 1997-2000 no va estar expressament orientat cap a la reproducció de sistemes de prototip ràpid pròpiament tals, sinó més aviat estesos per simular tècniques de "robòtica evolucionaria" al món físic. Desenvolupaments posteriors del prototip ràpid li han donat al procés l'habilitat per produir una àmplia varietat de components electrònics i mecànics, convertint-la en una frontera de creixement en la investigació de sistemes autorreplicants.
El 1998 Chris Phoenix esbossa informalment un disseny per a un replicador energitzat hidràulicament d'uns pocs peus cúbics en volum que usava la llum ultraviolada per curar matèria primera plàstica i un sistema de control lògic fluídic, però no va resoldre la major part dels detalls dels procediments d'acoblament, taxes d'error o toleràncies del maquinat.
[[Arxiu : First replication.jpg|miniatura|Totes les parts plàstiques per a la màquina de la dreta van ser produïts per la màquina gairebé idèntica de l'esquerra. Adrian Bowyer (esquerra) i Vik Olliver (dreta) són membres del projecte RepRap.]]
El 2005, Adrian Bowyer de la Universitat de Bath va començar el Projecte RepRap per desenvolupar una màquina de prototipat ràpid que seria capaç de fabricar algunes o la major part dels seus propis components, fent d'aquestes màquines prou barates perquè les persones poguessin comprar-les i usar-les a casa seva. El projecte està publicant els seus dissenys i programes de control sota una llicència GNU GPL. l'aproximació del  Projecte RepRap  és utilitzar el modelatge de deposició fusionat per fabricar components plàstics, possiblement incorporant vies conductives per circuits. Altres components, com ara vares d'acer, femelles i cargols, motors i components electrònics separats, serien proveïts externament. L'any 2006 el projecte va produir un prototip bàsic funcional i al maig de 2008 la màquina va aconseguir produir totes les parts plàstiques que requeria per fabricar una màquina 'fill '.

### Estudis NIAC sobre sistemes autorreplicants
En l'esperit de l'estudi de 1980 " Automatització Avançada per Missions Espacials " (en anglès : Advanced Automation for Space Missions), l'Institut per Conceptes Avançats de la NASA va començar diversos estudis de dissenys de sistemes autorreplicants l'any 2002 i 2003. Quatre GRANTS de fase I van ser atorgats :
- Hod Lipson (Cornell University), " Autonomous Self - Extending Machines for Accelerating Space Exploration " (en català : Màquines Autoextendibles autònomes per Accelerar l'Exploració Espacial)[31]
- Gregory Chirikjian (Johns Hopkins University), " Architecture for Unmanned Self - Replicating Lunar Factories " (en català : Arquitectura per a Fàbriques Lunars autorreplicants No manejades per Humans)[32]
- Paul Todd (Space maquinari Optimization Technology Inc), " Robotic Lunar ecopoiesis " (en català : ecopoiesis Lunars robòtiques)[33][34]
- Tihamer Toth - Fejel (General Dynamics), " Modeling Kinematic lular Automata : An Approach to Self - Replication " (en català : Modelant Autòmats Cel cinemàtics : Una aproximació a la Autoreplicació)[35][36] l'estudi conclou que la complexitat del desenvolupament era igual a la d'un Pentium 4, i promovia un disseny basat en un autòmat cel·lular.

### Autoensamblador de la Universitat de Cornell
L'any 2005, un equip d'investigadors a la Cornell University, incloent Hod Lipson, van implementar una màquina autoensamblable. La màquina està composta d'una torre de quatre cub s articulats, denominats  molecubos , que poden girar en un triagonal. Això li permet a la torre funcionar com un braç robòtic, recollint molecubos propers i acoblant en una còpia de si mateix. El braç és controlat per un programa informàtic, que està contingut dins de cada molecubo, de forma anàloga a com cada cèl·lula animal conté una còpia completa de les seves ADN. No obstant això, la màquina no pot fabricar molecubos individuals, ni aquests ocorren naturalment, així que el seu estat com autoreplicador és discutible.

## Construcció parcial
La construcció parcial és el concepte que el constructor crea una progènie parcialment construïda (més que totalment formada), la qual és deixada completar la seva pròpia construcció.
El model de von Neumann d'autoreplicació preveu que l'autòmat mare s'hauria de construir totes les porcions de l'autòmat fill, sense excepció i previ a la iniciació d'aquests fills. La construcció parcial altera la relació de construcció entre autòmats pares i fills, de manera que el pare construeix només una porció del seu fill, i en iniciar aquesta porció del seu fill, d'aquí es retreu d'influir en la seva progènie. En comptes es deixa que aquesta completi el seu propi desenvolupament. De tal manera que se segueix el mecanisme de desenvolupament d'un zigot.

## Nau espacial autorreplicant
La idea d'una nau espacial automatitzada capaç de construir còpies de si mateixa va ser proposada per primera vegada en la literatura científica en l'any 1974 per Michael A. Arbib, però el concepte havia aparegut anteriorment en la ciència-ficció en obres com la novel·la de 1967  Berserker  de Fred Saberhagen o la trilogia de novellette de 1950  The Voyage of the Space Beagle  de AI van Vogt (vegeu màquines autorreplicants en la ficció, més endavant). Les primeres anàlisis quantitatius d'enginyeria d'una nau espacial autorreplicant va ser publicat en 1980 per Robert Freitas, en què el disseny no replicant l'Projecte Daedalus va ser modificat per a incloure tots els subsistemes necessaris per a la autoreplicació. L'estratègia de disseny era utilitzar la sonda per lliurar una fàbrica "llavor" amb una massa d'aproximadament 443 tones a un lloc llunyà, tenint a la fàbrica llavor replicant en moltes còpies de si mateixa per incrementar la seva capacitat total de fabricació, i aleshores utilitzar el complex industrial automatitzat per construir més sondes amb una sola fàbrica llavor al seu interior.

## Altres referències
- Una quantitat de patents han estat atorgades per conceptes de màquines autorreplicantes.[43] The most directly relevant include Màquina autoreproductora a l'USPTO (anglès) "Autogeneric system" Inventor: Davis; Dannie E. (Elmore, AL) (March 1988), Màquina autoreproductora a l'USPTO (anglès) "Self reproducing fundamental fabricating machines (F-Units)" Inventor: Collins; Charles M. (Burke, VA) (August 1997), Màquina autoreproductora a l'USPTO (anglès) " Self reproducing fundamental fabricating machine system" Inventor: Collins; Charles M. (Burke, VA)(June 1998); Collins' PCT:[44] and Màquina autoreproductora a l'USPTO (anglès) "Method and system for self-replicating manufacturing stations" Inventors: Merkle; Ralph C. (Sunnyvale, CA), Parker; Eric G. (Wylie, TX), Skidmore; George D. (Plano, TX) (January 2003).

- Replicadores macroscòpics són esmentats breument en el quart capítol del llibre de 1986  Motors de la Creació  de K. Eric Drexler.[3]

- El 1995, Nick Szabo va proposar un desafiament per construir un replicador a macroescala usant kits de robot de la marca Lego i parts bàsiques similars.[45] Szabo va escriure que aquesta aproximació era més senzilla que prèvies propostes per replicadors a macroescala, però va predir èxit que fins i tot aquest mètode no portaria a un replicador a macroescala d'aquí a deu anys.

- El 2004, Robert Freitas i Ralph Merkle van publicar la primera revisió comprensiva del camp de la autoreplicació (del qual molt del material en aquest article es deriva, amb permís dels autors), en el seu llibre ' ' màquines autorreplicants cinemàtiques , que inclou més de 3.000 referències de literatura.[1] Aquest llibre va incloure un nou disseny d'assemblador molecular,[46] una introducció a les matemàtiques de la replicació,[47] i la primera anàlisi comprensiu de tot l'espai de disseny de replicadors.[48]

## Màquina autorreplicants en la ficció
En la ficció, la idea es retreu almenys tan lluny com el guió de 1920  RUR (Robots Universals de Rossum)  de Karel Čapek. Un obstacle fonamental de les màquines autorreplicants, com reparar els sistemes de reparació, va ser la falla crítica en la societat automatitzada descrita a The Machine Stops .
A. E. van Vogt va usar la idea com una forma de trama en la seva història " M33 in Andròmeda " (1943), que més tard va ser combinada amb els altres tres relats curts de la  Space Beagle  per esdevenir la novel·la El viatge del Beagle Espacial. El relat descriu la creació d'armes autorreplicants dissenyades per destruir l'Anabis, una forma de vida malèvola d'abast galàctic dedicada a la destrucció de la raça humana.
Un primer tractament va ser el relat curt anomenat  Autofac  de Philip K. Dick, publicat el 1955. Dick també va tocar aquest tema en el seu relat anterior de 1953  La segona varietat . Un altre exemple pot ser trobat en el relat curt de 1962  Epíleg  de Poul Anderson, en el qual barcasses de fàbriques autorreplicants van ser proposades per ser extreure minerals des de l'oceà que seria usats com a matèria primera.
En el seu relat curt " Crabs on the Island" (en català : Els crancs caminen sobre l'illa) (1958) Anatoly Dneprov especula sobre la idea que atès que el procés de replicació mai és 100% exacte, això portaria a lleugeres diferències en els seus descendents, sobre diverses generacions de replicació les màquines estarien sotmeses a una evolució similar a la dels organismes vius. En el relat, una màquina és dissenyada, amb l'únic propòsit de trobar metall per produir còpies de si mateixa, destinada per a ser usada com una arma contra les màquines de guerra de l'enemic. Les màquines són alliberades en una illa deserta, sent la idea que una vegada que el metall disponible sigui usat completament i elles comencin a combatre una contra una altra, esperant que la selecció natural millori el seu disseny. No obstant això, l'evolució s'atura quan l'últim descendent, un enorme cranc, és creat, d'aquesta incapaç de reproduir-, ja que no tenia l'energia i materials necessaris.
Stanisław Lem també va estudiar la mateixa idea en la seva novel  El Invencible  (1964), en la qual la tripulació d'una nau espacial aterra en una planeta distant i troba una forma de vida no biològica, la qual és el producte d'una llarga, possiblement milions d'anys, evolució mecànica. Aquest fenomen és clau en el relat d'Anderson esmentat anteriorment.
John Sladek va usar el concepte amb fins humorístics en la seva primera novel·la  The Reproductive System  (en castellà : El Sistema Reproductivo) (1968, també titulada  Mechasm  en alguns mercats), on un projecte d'investigació militar nord-americana es surt de control.

L'estudi " Automatització Avançada per Missions Espacials " de la NASA inspira directament a la novel·la de ciència-ficció  El codi del creador de la vida  (1983) per James P. Hogan.
La pel·lícula  Screamers , basada en el relat curt de Dick anomenat  La Segona Varietat , presenta a un grup d'armes robòtiques creades per la humanitat per actuar com a dispositius de Von Neumann / berserkers. Els robots originals són serres mecàniques subterrànies que fan un soroll com de crit quan s'aproximen al seu potencial víctima des de baix del sòl. Aquestes màquines són autorreplicants i, com es troba en el curs de la pel·lícula, són molt intel·ligents i se les han arreglat per  evolucionar  en formes més noves i perilloses, sent el més notable formes humanes que els humans reals en la pel·lícula no poden diferenciar d'altres humans reals excepte per prova i error.
 Terminator  és una pel·lícula de ciència-ficció / acció de 1984 dirigida i coescrita per James Cameron que descriu una guerra entre la humanitat i màquines autorreplicants liderades per una intel·ligència artificial central coneguda com a Skynet. Civilitzacions de màquines són un tema recurrent en la ficció.
El concepte és també usat àmpliament a la televisió de ciència-ficció. La sèrie de televisió Lexx tractava sobre un exèrcit de robots autorreplicants coneguts com a abellots Mantrid. Addicionalment, els Replicadores són una horda de màquines autorreplicants que apareixen freqüentment en Stargate SG -1, també els Borg i " nanites " de Star Trek també podrien ser considerats màquines autorreplicants.

### Altres treballs notables contenint replicadors
- " The Necessary Thing " de Robert Sheckley, en el qual el Replicador Universal és enganyat en replicar-se a si mateix
- La sèrie de llibres i relats curts Berserker de Fred Saberhagen
- La farga de Déu de Greg Bear
- 2010 : Odissea 2 de Arthur C. Clarke
- The World at the End of Time  de Frederik Pohl
- Recursion  de Tony Ballantyne ISBN 0-330-42699-0
- Evolució  de Stephen Baxter
- Spin  de  Robert Charles Wilson
- Presa  de Michael Crichton
- L'home terminal  una novel·la de Michael Crichton (1972), té un relat d'un computador que havia estat programat per trucar aleatòriament a telèfons fins que truca a un mòdem que és respost per un altre ordinador. Llavors el primer computador també programa a l'ordinador que respon perquè comenci a trucar a telèfons aleatòriament a la recerca d'un altre ordinador. La " infecció", postulada molt abans de l'existència d'Internet, s'assumeix que s'expandeix exponencialment a través dels computadors afectats, de forma semblant a una infecció biològica. Això és una primerenca descripció d'un virus o cuc d'ordinador.
- The Shockwave Rider  de John Brunner (1975) és un primerenc exemple d'una descripció d'un virus o cuc d'ordinador.
- The Adolescence of P -1  de Thomas J. Ryan (1977) és un altre exemple primerenc d'un virus o cuc d'ordinador.
- Singularity Sky  de Charles Stross

## Prospectes de la seva implementació
A mesura que l'ús de l'automatització industrial s'ha expandit, algunes fàbriques s'han començat a apropar una aparença d'autosuficiència que suggereix a màquines autorreplicants. No obstant això, amb aquestes fàbriques és poc probable aconseguir el " tancament total " fins que el cost i la flexibilitat de la maquinària automatitzada s'acosti al cost de la mà d'obra humana i que la fabricació de recanvis i altres components en forma local sigui més econòmica que portar d'alguna altra part. Com Samuel Butler ha assenyalat a Erewhon, la replicació de fàbriques de màquines eines universals parcialment tancades és ja possible. Atès que la seguretat seria la meta primordial de semblant objectiu, les consideracions de regulació legal limitarien els futurs esforços de desenvolupament a sistemes que no tinguin autonomia, ja sigui, de control, matèria o energia. Les màquines replicadores totalment capaços són més útils per a desenvolupar recursos en ambients perillosos que no són fàcilment assolits pels sistemes de transport existents (com ara l'espai exterior).
Un replicador artificial pot ser considerat com una forma de vida artificial. Depenent del seu disseny, podria estar subjecte a evolució sobre un estès període. No obstant això, amb un robust sistema de correcció d'errors i la possibilitat d'intervenció externa, el comú escenari a la ciència-ficció de la vida robòtica sortint de control seria extremadament poc probable en un futur pronosticable.